# Ингвиомер
Ингвиоме́р (лат. Inguiomerus) — вождь херусков в начале I века, брат Сегимера. Упоминается в «Анналах» Публия Корнелия Тацита.

## Биография
Дядя по отцу Арминия, вместе с которым воевал против Германика. В отличие от Арминия, стремившегося придерживаться партизанской тактики, призывал к атаке на римские укрепления. При осаде лагеря Цецины был тяжело ранен. В битве при Идиставизо Ингвиомер пробился через вражеское войско и, в то время как Арминий лежал тяжело раненый, предводительствовал херусками; позже покинул Арминия и в 17 году перешёл на сторону Маробода.